# Victor-Marie d'Estrées
Victor Marie d'Estrées (Parijs, 30 november 1660 - aldaar, 27 december 1737) was een Frans admiraal en maarschalk ten tijde van het ancien régime.

## Biografie
Victor-Marie d'Estrées werd geboren als een zoon van maarschalk Jean d'Estrées. In 1676 begon Victor Marie aan zijn militaire carrière, pas een jaar later ging hij naar de marine. Een jaar later diende hij onder zijn vader in de Eerste Slag bij Tobago tijdens de Hollandse Oorlog. Later nam hij ook deel aan de Negenjarige Oorlog en voerde hij bevel over twintig schepen bij de Slag bij Beachy Head. In 1698 trouwde d'Estrées met Lucie Félicité de Noailles. Daarna zou hij ook nog gaan dienen in de Spaanse Successieoorlog.
Na het succesvol beëindigen van die oorlog werd hij benoemd tot Maarschalk van Frankrijk en Grande van Spanje. Na de dood van zijn vader werd Victor Marie d'Estrées onderkoning van de Franse eilanden in Amerika. Tijdens zijn tijd vergaarde hij veel rijkdom in Amerika, die hij ook weer uitgaf aan zijn huizen in Frankrijk. Zo bezat hij onder meer het Château de Bagatelle in het Bois de Boulogne. In 1707 verkreeg hij eerst een zetel in de academie van wetenschap en acht jaar later kreeg hij een zetel in de Académie Française. In 1731 ging hij met pensioen en overleed zes jaar later in Parijs.